# Nicolas de Gyselaer
Nicolas de Gyselaer, né en 1583 à Dordrecht et mort en 1647 à Utrecht, est un peintre et dessinateur néerlandais spécialisé en peintures architecturales et, en particulier, en intérieurs d'églises. 

## Biographie
Né à Leyde  aux environs de 1592, il vécut d’abord à Amsterdam où il se maria en 1616, avant de s’installer à Utrecht. Il devint Maître à la guilde de Saint-Luc où il meurt en 1647. Il est connu pour ses  peintures architecturales de style classique, mais on ne connait que peu d’œuvres qui lui soient attribuées, environ une quinzaine d’intérieurs d’églises et quelques palais.